# Sedia Gestatoria

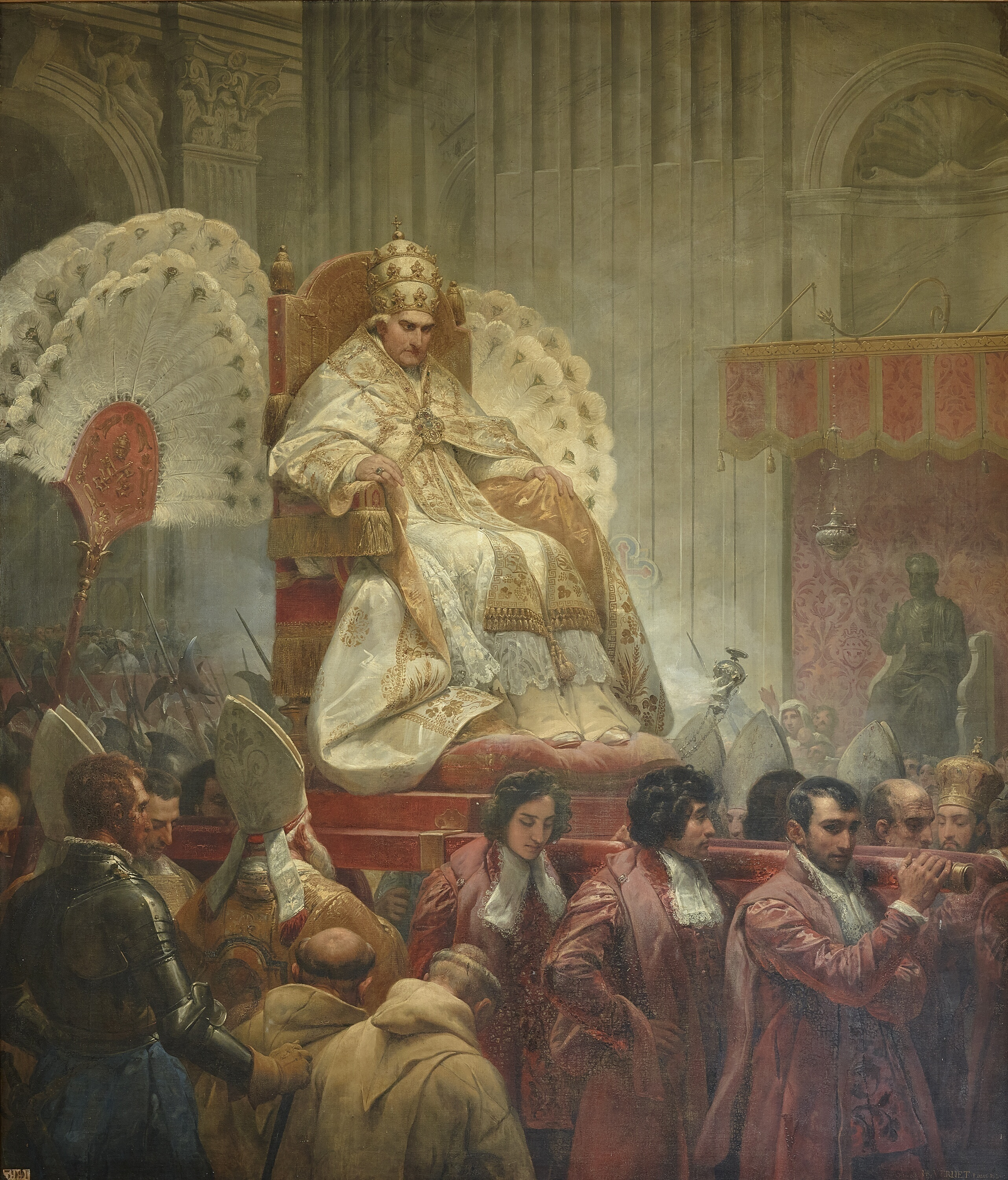
Фрэнк Бернард Дикси — Пий VIII в соборе Святого Петра на Sedia Gestatoria (1829)

Sedia Gestatoria — переносной трон для перевозки римских пап. Представляет собой вариацию на тему паланкина — богато украшенное, обитое шёлком кресло установлено на постамент, с каждой сторон которого закреплены два позолоченных железных кольца; сквозь эти кольца пропущены два бруса, с помощью которых двенадцать человек переносят sedia gestatoria на своих плечах. Слева и справа от кресла укреплены два флабеллума — ритуальных веера из страусиных перьев.
Использовалось в основном чтобы доставлять папу римского на церемонии в Собор Святого Иоанна Латеранского или Собор Святого Петра и обратно. Кроме того во время церемоний папской коронации, перед новоизбранным понтификом, сидящим на sedia gestatoria, троекратно сжигают пучок пакли со словами Sancte Pater, sic transit gloria mundi (Святой Отец, так проходит слава земная), после чего проносят понтифика по городу.
Папа Иоанн Павел I при своём избрании отказался использовать sedia gestatoria, а также папскую тиару. Впрочем, впоследствии его убедили, что у верующих должна быть возможность видеть понтифика при его перемещении по городу. Однако, его преемник Иоанн Павел II окончательно отказался от использования sedia gestatoria, и оно было заменено самоходным и бронированным папамобилем.